# Youssef Hamdaoui
Youssef Hamdaoui (Antwerpen, 20 maart 2008) is een Belgisch voetballer die onder contract ligt bij Royal Antwerp FC.

## Carrière
Hamdaoui is afkomstig uit de jeugdopleiding van Royal Antwerp FC. Op 2 februari 2025 maakte hij zijn officiële debuut in het eerste elftal van de club: in de competitiewedstrijd tegen Club Brugge (2-1-winst) liet trainer Jonas De Roeck hem in de 79e minuut invallen.